# Billy Nordström
Billy Nordström (sinh ngày 18 tháng 9 năm 1995) là một cầu thủ bóng đá người Thụy Điển thi đấu cho IFK Göteborg ở vị trí hậu vệ.

## Đời sống cá nhân
Billy lớn lên ở vùng ngoại ô Gothenburg là Angered cùng 6 anh chị em. Anh dành cả sự nghiệp thi đấu cho IFK Göteborg.

## Thống kê sự nghiệp

### Câu lạc bộ
Tính đến 28 tháng 8 năm 2016
| Câu lạc bộ          | Mùa giải            | Giải vô địch        | Giải vô địch | Giải vô địch | Cúp     | Cúp       | Châu lục | Châu lục  | Tổng cộng | Tổng cộng |
| Câu lạc bộ          | Mùa giải            | Hạng đấu            | Số trận      | Bàn thắng    | Số trận | Bàn thắng | Số trận  | Bàn thắng | Số trận   | Bàn thắng |
| ------------------- | ------------------- | ------------------- | ------------ | ------------ | ------- | --------- | -------- | --------- | --------- | --------- |
| IFK Göteborg        | 2013                | Allsvenskan         | 0            | 0            | 0       | 0         | 0        | 0         | 0         | 0         |
| IFK Göteborg        | 2014                | Allsvenskan         | 0            | 0            | 1       | 0         | 0        | 0         | 1         | 0         |
| IFK Göteborg        | 2015                | Allsvenskan         | 1            | 0            | 1       | 0         | 0        | 0         | 2         | 0         |
| IFK Göteborg        | 2016                | Allsvenskan         | 4            | 0            | 1       | 0         | 2        | 0         | 7         | 0         |
| IFK Göteborg        | Tổng cộng           | Tổng cộng           | 5            | 0            | 3       | 0         | 2        | 0         | 10        | 0         |
| Tổng cộng sự nghiệp | Tổng cộng sự nghiệp | Tổng cộng sự nghiệp | 5            | 0            | 3       | 0         | 2        | 0         | 10        | 0         |